# Melchor Ferrer
Melchor Ferrer Dalmau (Mataró, 27 de noviembre de 1888-Valencia, 7 de junio de 1965) fue un escritor, periodista e historiador español, activo militante del carlismo. Fue director y colaborador de un gran número de periódicos y publicaciones tradicionalistas. También destacó como autor de numerosas obras de carácter histórico y político sobre el carlismo.

## Biografía
Nació el 27 de noviembre de 1888 en la localidad barcelonesa de Mataró, en el seno de una familia carlista. Era hijo de Antonio Ferrer Arman, natural de Barcelona, y de Teresa Dalmau Gual, procedente de Matanzas (Cuba). Realizó estudios de secundaria en el Instituto de Barcelona y posteriormente se formaría en la Escuela de Ingenieros Industriales y Textiles de Tarrasa.
Mantuvo una amistad personal con Charles Maurras, fundador de la Action française, la cual influyó en su pensamiento. Tomó parte en la Primera Guerra Mundial alistado en la Legión Francesa, en la que alcanzó el grado de suboficial por méritos de guerra. 

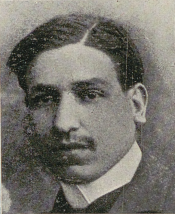
Melchor Ferrer en su época de reporter de El Correo Catalán (1912).

Destacó por su actividad en el mundo del periodismo carlista. Fue reportero de El Correo Catalán y en 1919, a pesar de la oposición de Pascual Comín, sería llamado por Jaime de Borbón y Borbón-Parma para dirigir en Madrid El Correo Español, principal periódico carlista de España, tras ser expulsados del diario los redactores mellistas.
También dirigió periódicos como Reacció, La Protesta y —durante la Segunda República— El Diario Montañés, El Eco de Jaén y La Unión. Colaboró además en otros como El Correo Catalán, El Pensamiento Navarro, Gil Blas, La Bandera Regional, La Trinchera, La Nació, El Radical e Informaciones; y con las revistas España, Misión, Iberia, Gráfico Legitimista, Cristiandad, Tradición, Nubis, Siempre y Montejurra.
Durante la guerra civil española estuvo encarcelado en Jaén hasta la entrada del ejército nacional en 1939.
Además de su labor periodística, destacó como escritor e historiador y fue autor de varios trabajos sobre el carlismo. Su obra más conocida fue Historia del Tradicionalismo Español, en 30 tomos, que empezó a redactar tras el final de la guerra civil bajo los auspicios de Manuel Fal Conde y en colaboración con el periodista sevillano Domingo Tejera de Quesada. Durante algunos años actuó como secretario particular de Don Jaime. Javier de Borbón-Parma lo condecoraría con la Cruz de la Legitimidad Proscrita.
Melchor Ferrer también fue también profesor para el ingreso en la Academia General Militar de Zaragoza y en la Escuela Náutica «San Telmo» de Sevilla.
Falleció en Valencia el 7 de junio de 1965. Es padre de Xavier Ferrer Bonet, escritor y miembro del Partido Carlista en Valencia, y tío bisabuelo del pintor Augusto Ferrer-Dalmau.

## Obras
- Síntesis del programa de la Comunión Tradicionalista Española (Santander, 1931)
- Observaciones de un viejo carlista a unas cartas del Conde de Rodezno (Madrid, 1946)
- La Legitimidad y los legitimistas. Observaciones de un viejo carlista sobre las pretensiones de un Príncipe al Trono de España (Madrid, 1948)
- Documentos de don Alfonso Carlos de Borbón y Austria-Este (Madrid, 1950)
- Antología de los documentos reales de la Dinastía Carlista (Madrid, 1951)
- Escritos políticos de Carlos VII (Madrid 1957)
- Breve historia del legitimismo español (Madrid, 1958)
- Historia del tradicionalismo español (30 tomos; Sevilla, 1941-1979)